# Sandro Spinsanti
Sandro Spinsanti (Ancona, 16 febbraio 1942) è uno psicologo italiano, particolarmente interessato alla bioetica.

## Biografia
Nato nel capoluogo dorico, nel 1969 ha conseguito un dottorato in teologia morale alla Pontificia Università Lateranense, e nel 1980 una laurea in psicologia (con formazione in analisi transazionale e terapia della Gestalt) presso l'Università La Sapienza di Roma.
Negli anni 1976-1985 ha insegnato etica medica nella facoltà di medicina dell'Università Cattolica del Sacro Cuore di Roma, e negli anni 1983-1991 bioetica nell'Università di Firenze. Dal 2003 al 2005 è stato docente di bioetica presso la facoltà di lettere e filosofia dell'Università di Bergamo.
Tra gli incarichi ricoperti: direttore del dipartimento di scienze umane dell'Ospedale Fatebenefratelli di Roma e del Centro Internazionale Studi Famiglia (CISF) di Milano. È stato componente di commissioni ministeriali e del Comitato nazionale per la bioetica. Ha presieduto comitati etici per la sperimentazione e la pratica clinica in varie città italiane (tra cui Bergamo, Modena, Reggio Emilia e Rovigo).
Nel 1993 ha fondato a Roma l'Istituto Giano per le Medical Humanities e il Management in sanità, del quale è tuttora direttore. L'istituto ha promosso corsi di formazione per professionisti sanitari in bioetica, Medical Humanities e gestione manageriale. Nello stesso anno ha fondato "L'arco di Giano" (1991-2000), successivamente ha fondato la rivista di Medical Humanities "Janus. Medicina: cultura, culture" pubblicata dalle edizioni Zadig di Roma (2001-2012).
È sposato con Dagmar Rinnenburger, pneumologa e allergologa.

## Pubblicazioni
Sandro Spinsanti ha pubblicato volumi, saggi e articoli divulgativi su periodici e riviste; 
ha diretto le collane editoriali "Psicologia/Strumenti" (Cittadella Editrice, Assisi) e "La piena salute" (Città Nuova Editrice, Roma).
Tra i principali titoli pubblicati:
- L’etica cristiana della malattia, ed. Paoline, Roma 1971
- I compagni scomodi dell’uomo massa, ed. Paoline, Alba 1976
- Ecumenismo, ed. Ut Unum Sint, Roma 1982
- Etica medica, Pubbl. U.C.S.C., Milano 1982
- Bioetica, Pubbl. U.C.S.C., Milano 1983 (2ª ed. 1985)
- Il corpo nella cultura contemporanea, ed. Queriniana, Brescia 1983
- Antropologia cristiana, Pubbl. U.C.S.C., Milano 1985
- Documenti di deontologia ed etica medica, ed. Paoline, Milano 1985
- Etica bio-medica, ed. Paoline, Cinisello Balsamo 1987
- L’alleanza terapeutica, ed. Città Nuova, Roma 1988
- Guarire tutto l’uomo. La medicina di Viktor von Weizsäcker, ed. Paoline, Cinisello Balsamo, 1988
- Le mani sulla vita, Soc. San Paolo, Alba 1990
- Bioetica in sanità, Nuova Italia Scientifica, Roma 1993
- La bioetica. Biografie per una disciplina, Franco Angeli, Milano 1995
- Il medico e il paziente, una relazione complessa, Mediamix, Milano 1995
- Le ragioni della bioetica, ed. Cidas, Roma 1999
- Bioetica e nursing. Pensare, riflettere, agire, McGraw-Hill, Milano 2001
- Chi decide in medicina, ed. Zadig, Roma 2002
- Scelte etiche ed eutanasia (con Francesca Petrelli), ed. Paoline, Milano 2003
- La medicina vestita di narrazione, Il Pensiero Scientifico, Roma 2016
- Morire in braccio alle Grazie. La cura giusta nell’ultimo tratto di strada, Il Pensiero Scientifico, 2017
- La medicina salvata dalla conversazione, Il Pensiero Scientifico, 2018
- La salute, al plurale. E tu, di che salute sei?, Altre Parole, Castelfranco Veneto, 2018
- La cura con parole oneste. Ascolto e trasparenza nella conversazione clinica, Il Pensiero Scientifico, 2019
- Questioni di vita & di morte, Ed. Messaggero, Padova 2020
- Pensieri contagiosi. Ripensare la normalità nell’emergenza pandemica, ed. Lubrina Bramani, Bergamo 2020
- Sulla terra in punta di piedi. La dimensione spirituale della cura, Il Pensiero Scientifico, 2021